# Torneio Norte-Nordeste
Het Torneio Norte-Nordeste was een Braziliaanse voetbalbeker voor clubs uit de Braziliaanse regio Noord en Noordoost. De competitie werd gespeeld van 1968 tot 1970. In 1971 zou de vierde editie gespeeld worden, maar deze werd toen geïntegreerd in de nieuwe Campeonato Brasileiro Série B.

## Overzicht
| Jaar         | Finales   | Finales           | Finales      |
| Jaar         | Kampioen  | Score             | Vicekampioen |
| ------------ | --------- | ----------------- | ------------ |
| 1968 Details | Sport     | 3 - 1 2 - 1       | Remo         |
| 1969 Details | Ceará     | 1 - 2 3 - 2 3 - 0 | Remo         |
| 1970 Details | Fortaleza | Groepsfase        | Sport        |

1968 · 1969 · 1970